# Acceleration Team Mexico
Het Acceleration Team Mexico is een Mexicaans raceteam dat deelneemt aan het landenkampioenschap Acceleration 2014 in de klasse Formula Acceleration 1. Het team heeft twee auto's, die worden gerund door NBC Motorsport, eigendom van Rocco Peduzzi en E. Catella. Zij zijn ook de eigenaren van het team.
In 2014, het eerste seizoen van de klasse, had het team Luis Michael Dörrbecker in de auto van RC Motorsport en Picho Toledano in de auto van NBC Motorsport. Toledano was wel ingeschreven voor het eerste raceweekend, maar nam echter niet deel door technische problemen zonder tijdens het weekend aan een sessie te hebben deelgenomen. In het laatste raceweekend werd Toledano vervangen door Kevin Kleveros.

## Resultaten
| Kleur  | Resultaat                              |
| ------ | -------------------------------------- |
| Goud   | Winnaar                                |
| Zilver | Tweede plaats                          |
| Brons  | Derde plaats                           |
| Groen  | Gefinisht (punten behaald)             |
| Blauw  | Gefinisht (geen punten behaald)        |
| Blauw  | Niet geklasseerd (NC)                  |
| Paars  | Uitgevallen (DNF)                      |
| Rood   | Niet gekwalificeerd (DNQ)              |
| Zwart  | Gediskwalificeerd (DSQ)                |
| Wit    | Niet gestart (DNS)                     |
| Blanco | Gewond (INJ)                           |
| Blanco | Uitgesloten (EX)                       |
| Blanco | Teruggetrokken (WD) / Niet deelgenomen |
| P      | Poleposition                           |
| S      | Snelste ronde                          |

| Jaar | Coureur                 | 1      | 2      | 3      | 4     | 5      | 6     | 7      | 8     | 9      | 10     | Punten | Positie |
| ---- | ----------------------- | ------ | ------ | ------ | ----- | ------ | ----- | ------ | ----- | ------ | ------ | ------ | ------- |
| 2014 | Luis Michael Dörrbecker | ALG 9  | ALG 10 | NAV 8  | NAV 5 | NÜR 6  | NÜR 8 | MON 10 | MON 7 | ASS 11 | ASS 12 | 33     | 9       |
| 2014 | Picho Toledano          | ALG WD | ALG WD | NAV 12 | NAV 6 | NÜR 10 | NÜR 7 | MON 12 | MON 8 | ASS    | ASS    | 19     | 14      |
| 2014 | Kevin Kleveros          |        |        |        |       |        |       |        |       | ASS 8  | ASS 7  | 9      | 20      |
| Jaar | Coureur                 | 1      | 2      | 3      | 4     | 5      | 6     | 7      | 8     | 9      | 10     | Punten | Positie |